# Gianni Lora Lamia
Gianni Lora Lamia né le 16 janvier 1965, est un Pilote Auto de rallye et de  rally raid italien qui a participé à plusieurs reprises, et avec des équipes différentes au  Rallye Dakar, (14 participations), à la Coupe du monde FIA des rallyes tout-terrain et à d'autres compétitions de rallye raid.

## Biographie
Né à Trivero, en Italie, une petite ville de la province de Biella dans le Piémont au pied des Alpes, depuis son enfance, il a toujours été passionné par les sports mécaniques, sa famille a toujours été liée au monde des moteurs et des voitures de sport. Sa carrière sportive en Rallye Raids commence en 1989 et a participé au  Rallye Dakar de 1989 à 2004,, ainsi qu'à d'autres Rallyes Raids tels que le Rallye des Pharaons en Égypte, le Rallye de Tunisie, l'Atlas Rally Maroc et l'Abu Dhabi Desert Challenge, ancien UAE Desert Challenge.
De 1998 à 2002 pour le Rallye Dakar, il a toujours été officiellement soutenu et sponsorisé par l'ancien pilote de F1 pour Ferrari et Maserati dans les années 1950,  Emilio Giletti (en), son concitoyen, entrepreneur passionné par le Rallye Dakar et père de l'animateur de télévision italien  Massimo Giletti (en) .
Avec son meilleur résultat, la 14e place au classement général,, obtenue au Grenade Dakar 1999, il devient le dernier pilote italien à avoir obtenu la meilleure place au classement général du rallye Dakar de 1999 à aujourd'hui et après 26 ans.
Il fait partie de la liste prioritaire des pilotes ayant plus de 10 participations au Rallye Dakar, aussi appelée Dakar Legend Priority créée par A.S.O. Amaury Sport Organisation, société organisatrice du Rallye Dakar.

## Carrière de course
Il fait ses débuts en Afrique, pour son premier Rallye Dakar, lors de la 12e édition du Paris-Tripoli-Dakar 1990 avec l'un des camions Astra BM309 6x6 d'Astra Veicoli Industriali.
À partir de l'édition suivante, le 13e Paris-Tripoli-Dakar 1991,   il passe de la catégorie camion à la catégorie voiture, avec un Nissan Terrano WD21 3.0 V6 T1 préparé et assisté pendant la course par l'équipe française Team Dessoude, avec laquelle il participe au Rallye Dakar pour 8 éditions de la course de 1991 à 2000 et avec laquelle il obtient également ses meilleurs résultats, au Rallye Paris-Le Cap 1992,  il obtient la 3e place dans la catégorie T1 Marathon 4x4 essence, complétant ainsi le podium pour la marque japonaise Nissan avec 3 voitures aux 3 premières places à l'arrivée au Cap, en Afrique du Sud, au 21e Rallye Grenade-Dakar 1999 il obtient la 14e place au classement général
,,, sur Nissan Patrol GR Y60 4.2 L T3, après s'être battu tout au long de la course pour le top dix.

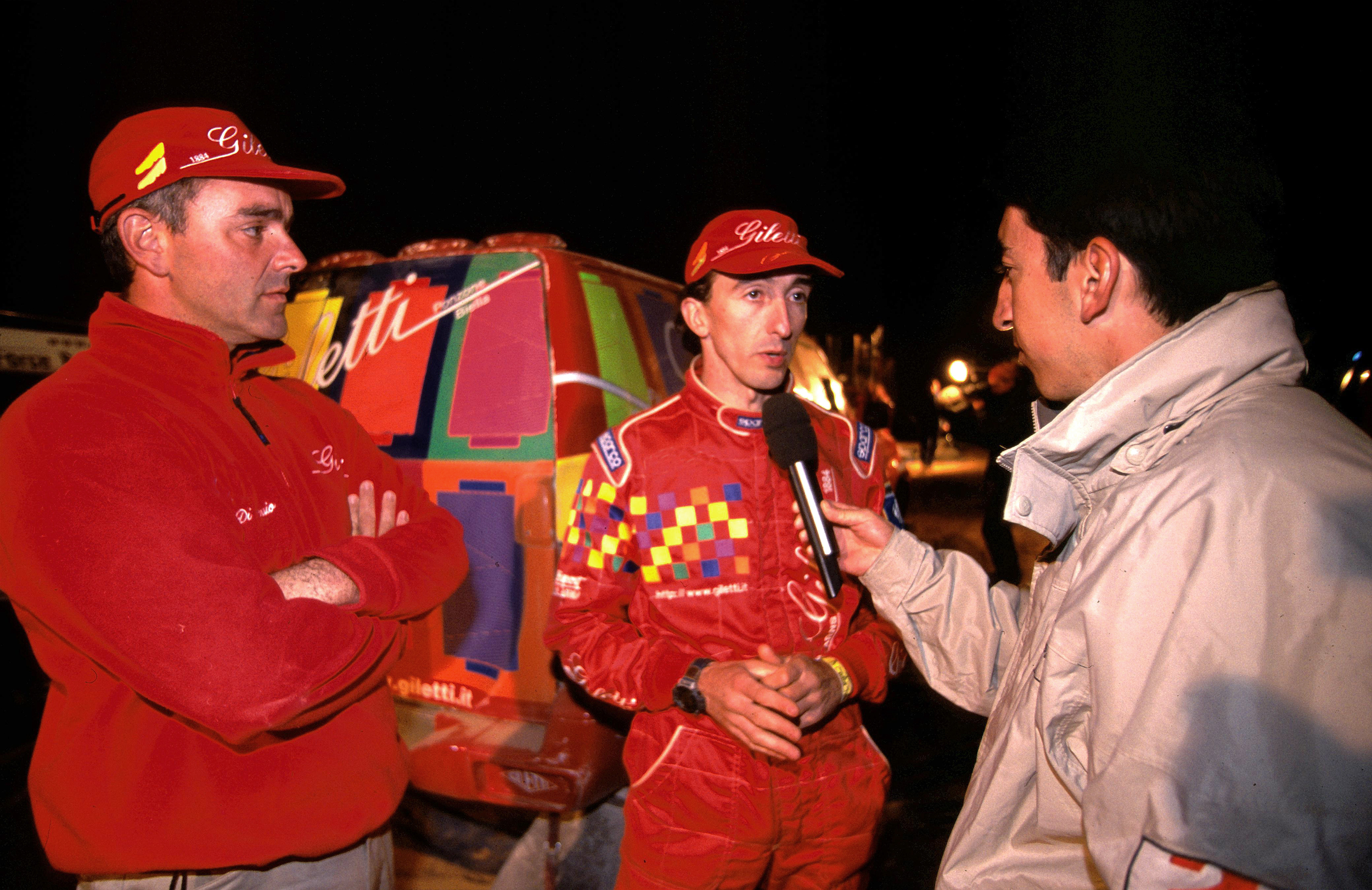
Gianni Lora Lamia au Rallye Dakar 2000

Au Rallye Paris-Dakar-Le Caire 2000, il était engagé par Nissan Motorsport avec l'équipe française Team Dessoude et avec un nouveau Nissan Patrol GR Y61 4.5 L T3 avec une carrosserie entièrement en fibre de carbone. Après seulement 4 étapes, il occupait la 16e place du classement général, luttant pour le top dix, lorsqu'un problème électrique avec l'alternateur l'arrêta sur l'étape qui emmenait les concurrents à Niamey, la capitale du Niger. Après un retour difficile et compliqué, il a tout de même réussi à terminer la course au Caire, en Égypte, à la 29e place du classement général et le premier des pilotes italiens à franchir la ligne d'arrivée.
En 2000, il participe également au Rallye de Tunisie, qu'il termine à la 23e place du classement général, après un excellent départ en luttant pour les premières positions, mais affligé, dans la deuxième partie de la course, par de nombreux problèmes mécaniques qui lui font perdre plusieurs heures au classement.

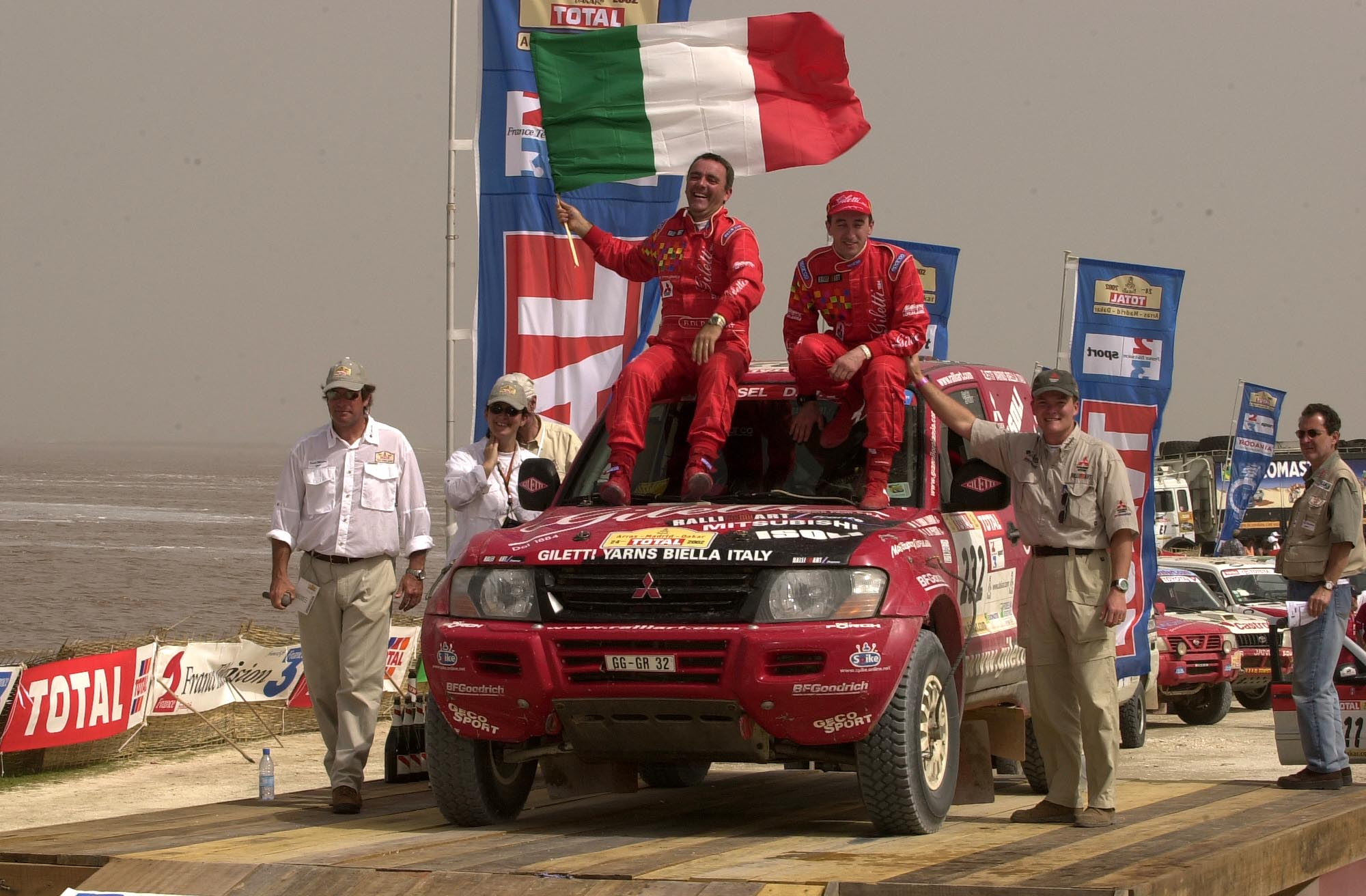
Gianni Lora Lamia au Rallye Dakar 2002

Pour la 24e édition du Rallye Dakar, le Arras Madrid Dakar 2002, il rejoint l'écurie Mitsubishi MMC Ralliart avec un Mitsubishi Pajero V60 D-ID MPR9 dans la catégorie Superproduction T2.3, diesel 4x4, la catégorie reine. Il termine la course à la 16e place du classement général,,, avec une 4e,, place au classement général lors de la quatrième étape Madrid-Rabat, et après s'être battu tout au long de la course avec le Français  Luc Alphand, son coéquipier, qui remportera plus tard le rallye Dakar les années suivantes.
Il a été l'un des pilotes qui ont rendu possible la domination absolue de l'équipe Mitsubishi Ralliart, qui a conclu la 24e édition du Dakar, l'une des plus difficiles de l'histoire, en plaçant 11 voitures Pajero aux 20 premières places du classement général.
En 2003, il revient dans l'équipe Nissan et participe à la 23e édition du Rallye Dakar 2003. À mi-course, il se battait pour le top 10, mais il a atteint la ligne d'arrivée de la onzième étape, de Sarir en Libye à Siwa en Égypte, l'étape avant la journée de repos, avec le moteur de son Nissan Patrol GR Y61 T3 sérieusement endommagé. Le règlement de la course ne prévoyait pas le remplacement du moteur et il fut donc contraint à l'abandon,.
L'année 2004 avec la 26e édition du rallye Dakar marquent sa dernière et définitive participation

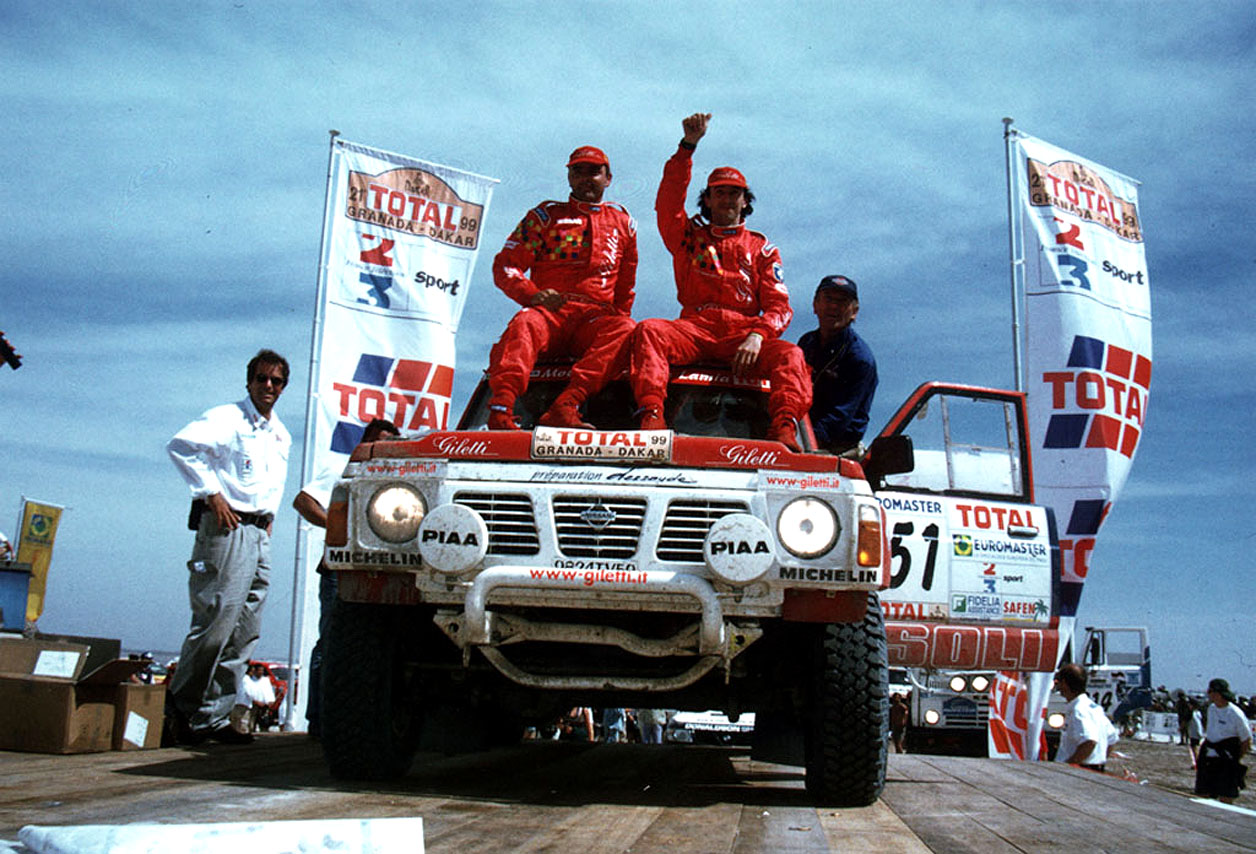
Gianni Lora Lamia au Rallye Grenade-Dakar 1999

## Meilleurs résultats au Rallye Dakar
- 1992 Rallye Paris-Le Cap 1992 3e au classement général T1 Marathon 4x4[13]
- 1999 Grenade-Dakar 1999 14e au classement général et 2e dans la catégorie T3 Prototype 4x4 Moteurs Essence[8]
- 2002 Arras Madrid Dakar 2002 16e au classement général et 4e Superproduction 4x4 Diesel[23]

## Collaboration avec les équipes officielles
De 2004 à 2007, il a collaboré avec plusieurs équipes officielles, dont Mitsubishi Ralliart et Volkswagen Motorsport, pour les tests de développement de voitures de nouvelle génération pour le Rallye Dakar.

## Télévision
De 2004 à 2015, il a été consultant technique et commentateur pour le commentaire en direct du Rallye Dakar et du Rallye Raid pour la chaîne de télévision sportive Eurosport Italie[réf. nécessaire].